# Борец лютиковидный
Боре́ц лютикови́дный (лат. Aconitum ranunculoides) — многолетнее травянистое растение, вид рода Борец (Aconitum) семейства Лютиковые (Ranunculaceae).

## Распространение и экология
Ареал вида охватывает Восточную Сибирь и Дальний Восток России. Эндемик.
Произрастает в лиственнично-еловых лесах.

## Ботаническое описание
Стебель высотой до 70 см, простой, тонкий, диаметром в средней части около 2 мм, слегка блестящий.
Прикорневые листья в числе 2—4, обычно на голых, длинных (7—15 см) черешках, с пластинкой длиной до 5 см и шириной до 8 см, в общем очертании округлые, трёх-пятираздельные на пальчатые, широко-клиновидные доли, каждая из долей несёт три дольки, оканчивающиеся, в свою очередь, округлыми зубцами, средняя доля несёт обыкновенно три зубца, боковые по два.
Соцветие — очень рыхлая, конечная 4—10-цветковая кисть. Цветки жёлтые, нижние из них на цветоножках длиной до 5 см, с мелкими нитевидными прицветничками. Шлем цилиндрический, высота шлема 1—1,3 см, ширина в средней и верхней части до 4 мм, на уровне носика до 1 см. Боковые доли околоцветника длиной и шириной 7—9 мм, снаружи почти голые, по краю слабо ресничатые; нижние доли слегка неравные, длиной до 1 см и шириной около 2—3 мм. Нектарники с прямым ноготком, пластинка равна половине ноготка и оканчивается сердцевидной или округлой губой; тычинки голые, с половины расширенные, с двумя зубцами посредине или без них; завязи в числе 3, голые или слабо опушенных.

## Таксономия
Вид Борец лютиковидный входит в род Борец (Aconitum) трибы Живокостные (Delphinieae) подсемейства Лютиковые (Ranunculoideae) семейства Лютиковые (Ranunculaceae) порядка Лютикоцветные (Ranunculales).
|  |                       |  |                                               |                                               |                                         |  | ещё четыре подсемейства (согласно Системе APG II) | ещё четыре подсемейства (согласно Системе APG II) |                                           |  |  |  | ещё 2 рода              | ещё 2 рода             |  |  |
|  |                       |  |                                               |                                               |                                         |  | ещё четыре подсемейства (согласно Системе APG II) | ещё четыре подсемейства (согласно Системе APG II) |                                           |  |  |  | ещё 2 рода              | ещё 2 рода             |  |  |
|  |                       |  |                                               | семейство Лютиковые                           |                                         |  |                                                   |                                                   | триба Живокостные                         |  |  |  |                         | вид Борец лютиковидный |  |  |
|  |                       |  |                                               | семейство Лютиковые                           |                                         |  |                                                   |                                                   | триба Живокостные                         |  |  |  |                         | вид Борец лютиковидный |  |  |
|  | порядок Лютикоцветные |  |                                               |                                               | подсемейство Лютиковые (Ranunculoideae) |  |                                                   |                                                   | род Борец, или Аконит                     |  |  |  |                         |                        |  |  |
|  | порядок Лютикоцветные |  |                                               |                                               |                                         |  |                                                   |                                                   |                                           |  |  |  |                         |                        |  |  |
|  |                       |  | ещё десять семейств (согласно Системе APG II) | ещё десять семейств (согласно Системе APG II) |                                         |  |                                                   | ещё восемь триб (согласно Системе APG II)         | ещё восемь триб (согласно Системе APG II) |  |  |  | ещё от 250 до 300 видов |                        |  |  |
|  |                       |  |                                               | ещё десять семейств (согласно Системе APG II) |                                         |  |                                                   |                                                   | ещё восемь триб (согласно Системе APG II) |  |  |  |                         |                        |  |  |